# Kipělov
Kipělov (rusky Кипелoв) je ruská hudební skupina, pod vedením Valerije Kipělova, která byla založena v roce 2002. Podle zakladatele skupiny Valerija Kipělova hraje skupina ve stylu klasického heavy metalu s cíleným důrazem na krásnou melodii a důstojný text. Skupina je držitelem ceny MTV Russia Music Awards (Ruské Hudební ceny MTV) pro rok 2004 v kategorii nejlepší rockový projekt.

## Historie skupiny

### Prapočátky
V roce 1997 Valerij Kipělov odděleně od skupiny Arija (v té době člen skupiny Arija) společně se Sergejem Mavrinym (bývalý člen skupiny Arija) nahráli album Smutnoje Vremja (Смутное время). Spoluautorem textů byl Margarity Pyškinoj. Právě na tomto album byla vydána píseň Ja svoboděn! (Я свободен!), který se stal velkým šlágrem, i pro později založenou skupinu Kipělov a mnoho dalších písní z tohoto alba bylo zahrnuto do repertoáru skupiny Kipělov.

### Rozkol ve skupině Arija
Skupina Kipělov se zrodila po rozpadu formace Arija na dva kolektivy. Poslední koncert skupiny Arija se odehrál 31. srpna v Lužnikách a dostal název Soudný den. 1. září se bývalý interpreti Arije, zpěvák Valerij Kipelov, kytarista Sergej Terentěv a bubeník Alekxandr Manjakin, rozhodli založit skupinu s názvem Kipělov. Do nové se formující skupiny byly také pozváni kytarista Sergej Mavrin (v předchozích letech také členem Arija) a baskytarista Alexej Charkov.

### První turné a první album
V tomto složení zahájila skupina v roce 2003 aktivní koncertní činnost. Skupina cestovala napříč Ruskem a hrála písničky skupiny Arija, které napsali členové kapely. Na koncertech zařazovali i písně s alba z roku 1997 Smutnoje vremja (Смутное время). 24. května 2003 bylo nahráno koncertní album Путь наверх (Cesta nahoru) sestávajících s písní skupiny Arija, které byly napsány Kipělovem, Těrentěvem a Mavrinem.
Velmi populární se stala píseň Ja svoboděn! (Я свободен!) а stala se hlavním šlágrem skupiny. Tato písňová balada se umístila na první místo hitparády Čartova djužina (Чартова дюжина) a MTV Rusko top-20. Podle sociologické studie časopisu Russkij reporťor (Русский репортёр) se text písně umístil na 15 místě mezi sty nejpopulárnějšími verši v Rusku, kde jsou zastoupeny verše ruské, tak i ze světové klasiky.
Na konci roku 2003 skupinu opouští Sergej Terentěv a zakládá skupinu Arterija (Артерия). Na jeho místo přichází kytarista Andrej Golovanov (ze skupiny Legion). Začátkem roku 2004 byla vydána píseň Vavilon (Вавилон) nahraná ještě s Těrentěvevem a Mavrinem (anražmá pod taktovkou Těrentěva) k této písni byl později natočen i videoklip. 4. června se skupina Kipělov jako čestný host zúčastnila předávání cen Премии Муз-ТВ 2004 (Cena Muz-TV 2004). V průběhu roku 2004 začíná hrát kapela vybrané písně z připravovaného alba. V létě 2004 skupina Kipělov obdržela cenu MTV Rusko v kategorii Nejlepší rockový projekt.
V roce 2004 vyšlo nové vydání koncertu s názvem Puť navěrch (Путь наверх), kde byla vyškrtknuta značná část komunikace s publikem a písně Vavilon «Вавилон» a Smutnoje vremja (Смутное время) byly připojeny jako bonus. Brzy po té skupinu opouští Sergej Mavrin z důvodu tvůrčích rozdílů: Mavrin chtěl vydávat složitější a rychlejší hudební produkci. V rámci koncertního turné a nahrávání byl v květnu 2005 pozván do skupiny na hostování kytarista Victor Smolski německé skupiny Rage. 28. května se v Paláci sportu Lužniki uskutečnilo vystoupení, které bylo časově sladěno s vydáním nového alba. Koncert dostal název Reki Vremjon tur: Moskva 2005 (Реки Времён тур: Москва 2005), a později záznam vyšel na DVD a CD pod názvem Москва 2005 (Moskva 2005). DVD obsahovalo všechny do té doby natočené klipy skupiny.
V sestavě Kipělov, Golovanov, Charkov, Manjakin, Smolskij, bylo nahráno v roce 2005 debutové album Реки времён (Řeky časů). Smolsky se účastnil turné na podporu alba a vystupoval se skupinou déle než rok, ale na plakátech byl uveden jako zvláštní host. Později skupiny Kipělov a Rage uspořádaly společný koncert ve kterém Victor Smolski hrál v sestavě obou kapel.

### Druhé album

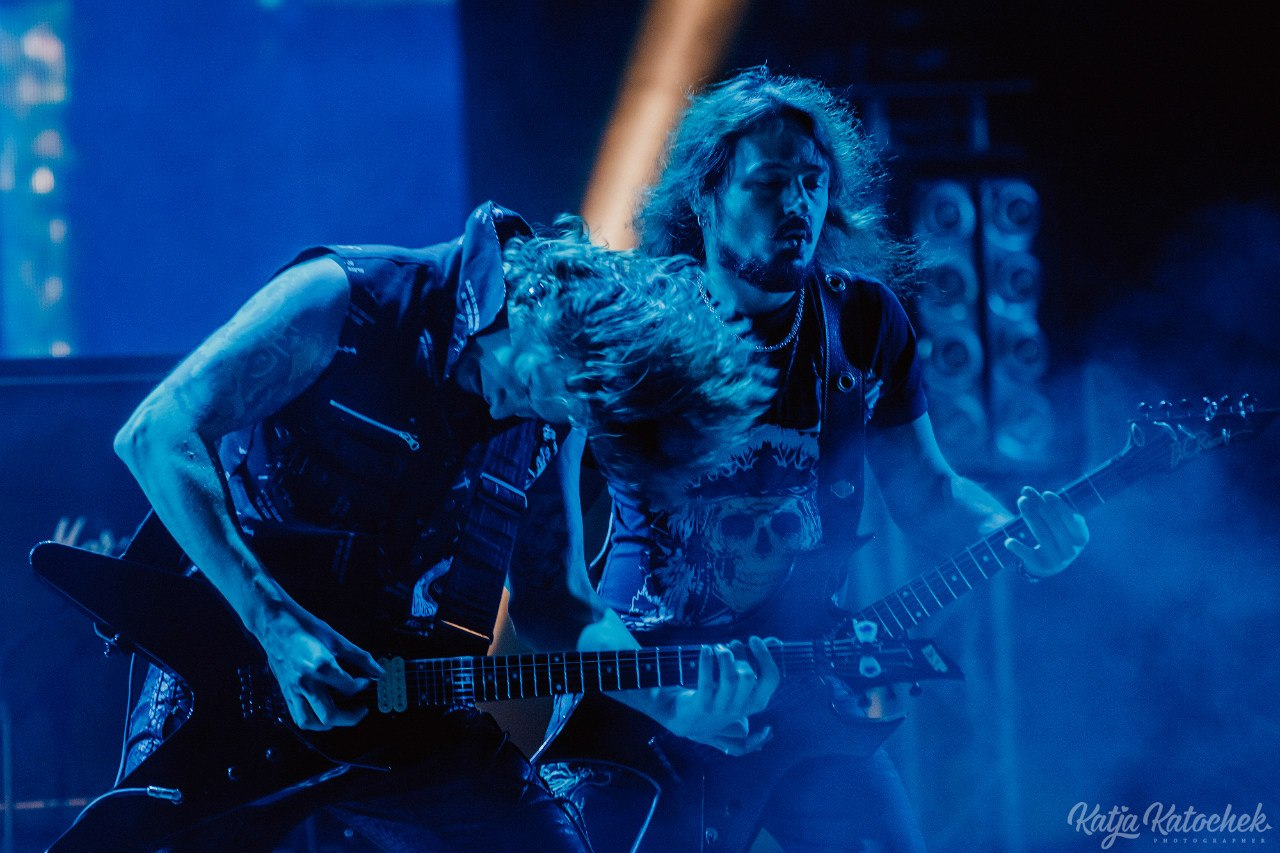
V. Molčanov a А. Golovanov na Moskevském metalovém setkání 2014

V únoru 2006 se Smolskij definitivně vrátil do skupiny Rage. Na jeho místo přichází kytarista Vjačeslav Molčanov (ze skupiny Legion). V září 2006 zahajuje kapela výroční turné a zároveň v té době vychází DVD Москва 2005 (Moskva 2005) se záznamem koncertu v Lužnikách, který se uskutečnil v roce 2005.
V roce 2007 byl natočen videoklip k písni Ně sejčas (Не сейчас). Kipělov nahrává píseň Talisman (Čjornyj Angel) (Талисман ’Чёрный Ангел’) pro televizní film Běluščaja po volnam (Бегущая по волнам) na hudbu Dmitrija Umeckogo a poezie Ilji Kormilčeva (psal pro skupinu Nautilus Pompilius). Dne 15. října vyšla nově zpracovaná verze alba Reki vremjon «Реки времён». Ve dnech 18 a 20. října roku 2007 skupina pořádá výroční koncerty, které odehraje v Moskvě na stadionu Lužniki a Petrohradě v Ledovém paláci. Na koncertech byla představena nové písně Мoнoлoг (Монолог) а Nikto (Никто). Píseň Nikto (Никто) vyšla na albu společného projektu pod vedením Margarity Anatoljevny Puškinové (ruská novinářka překladatelka a nakladatelka- nejznámější je její spolupráce s ruskými metalovými interprety Arija, Master, Kipělov, Mavrin, Aterija, Catharsis a Gran-Kyraž) s názvem Dinastija posvjaščjonnych (Династия посвящённых).
V únoru 2009 byla představena píseň Na grani «На грани», současně se jmenovanou písní vyšly dvě známé skladby v akustickém podání Ja zděs (Я здесь) Noč v ijole (Ночь в июле), které byly nahrané smyčcovým orchestrem.
V roce 2010 ve dnech 29 a 30. května skupina uspořádala dva moskevské koncerty v Pálaci kultury Gorbunova. Kde společně se souborem Malinovka, zahrály lidové písně Ně dlja menja (Не для меня), Oj, to ně večer (Ой, то не вечер), Ljubo, bratcu, ljubo (Любо, братцы, любо).
1. března 2011 skupina vydala svoje druhé album s názvem Жить вопреки (Žít navzdory). Představení alba se odehrálo v klubu Arena Moscow 1 a 2. dubna 2011. Album bylo nahrané v Rusku a smícháno ve Finsku. 12. června se kapela zúčastnila festivalu Rok nad Volgoj (Рок над Волгой), kde zazněla píseň Ja zděs (Я здесь) nazpívaná v duetu se zpěvačkou Tarjou Turunen (bývalá zpěvačka skupiny Nightwish). 1. prosince 2012 skupina uspořádala koncert k desátému výročí skupiny na kterém jako hosté vystoupili Sergej Těrentěv a Sergej Mavrin. Výsledkem koncertu bylo vydání alba s názvem X let. v Krokus Siti Choll (X лет. Крокус Сити Холл). Tento koncert získal ocenění Čartova djužina-2013 (Чартова дюжина-2013), jako nejlepší koncert roku.

### Třetí album

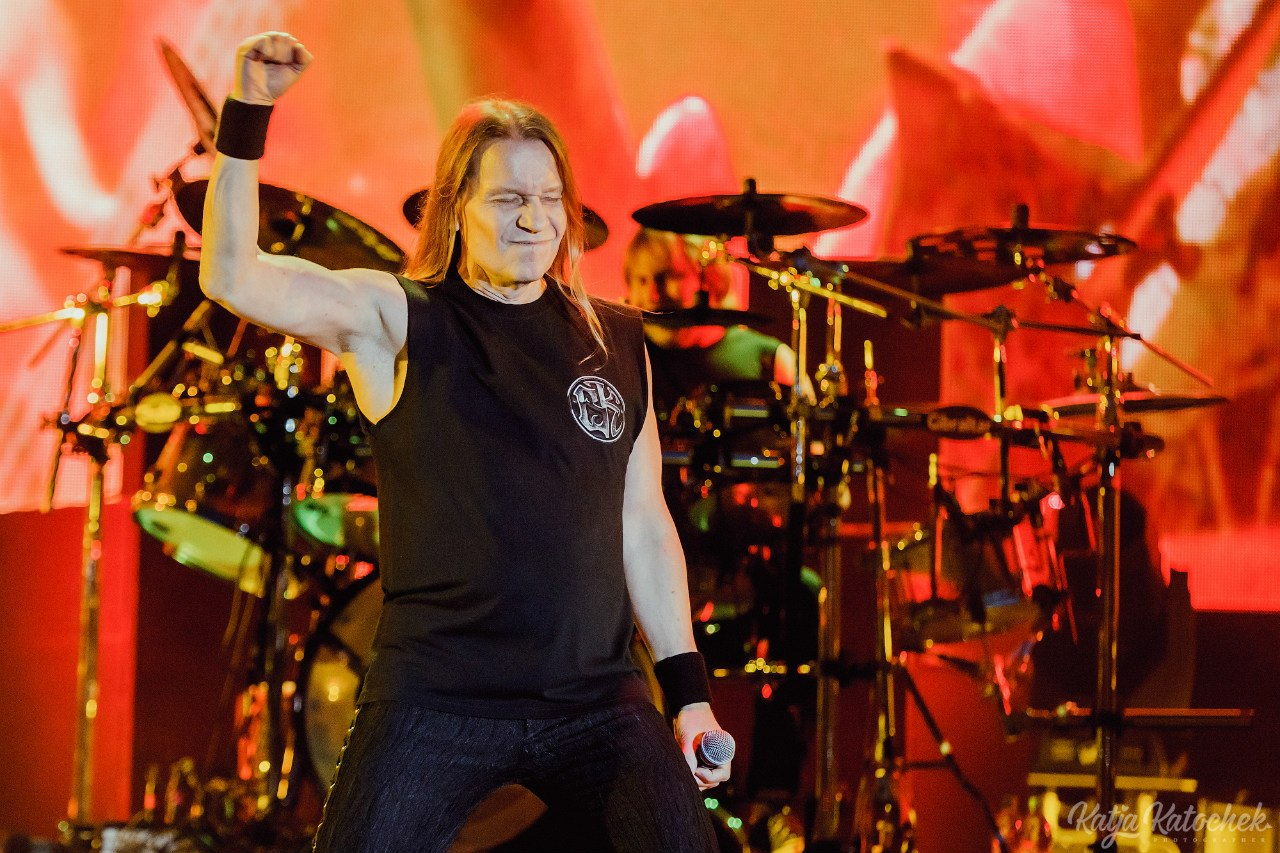
Valerij Kipělov na Moskevském metalovém setkání 2014.

Po vydání samostatné písně Otraženije «Отражение», oznámili členové skupiny plány na vydání nového alba. Pro velké pracovní vytížení při práci na novém albu skupina omezila svoje vystupování pouze na rockové festivaly. 20. října 2015 vydala kapela při příležitosti 70 výročí vítězství ve Velké vlastenecké válce samostatnou píseň Něpokorjonnyj «Непокорённый», která byla věnovaná hrdinství lidí, kteří přežili blokádu Leningradu a bránili svoji vlast. V prosinci 2015 bylo zahájeno, ve studiu Lenfilmu, natáčení videoklipu k písni Něpokorjonnyj (Непокорённый) a vyšel v den výročí zrušení blokády Leningradu 27. ledna 2016 a za tento videoklip byla 4. května 2016 skupině a Valeru Kipělovi udělena cena Zlatá koruna vítězství.

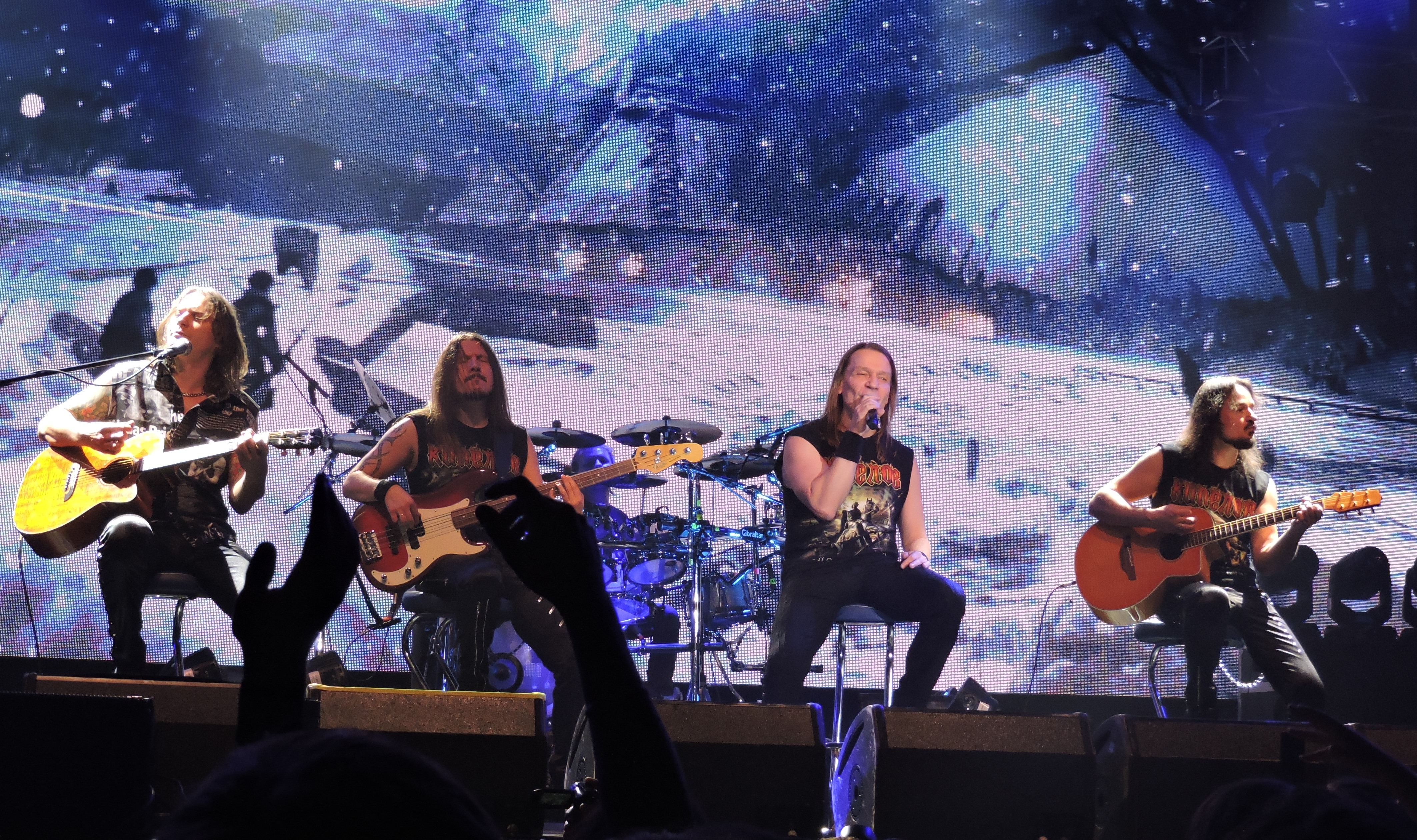
Skupina hraje příležitostně i písničky v akustickém podání. Vystoupení v Petrohradu 4. prosince 2015.

29. září 2017 skupina představila svoje třetí řádové album s názvem Звёзды и кресты (Hvězdy a kříže), vycházející pod hlavičkou nakladatelství Navigator Records. Album obsahuje 12 písní a jednu instrumentální píseň s názvem Ledjanoj dožď (Ледяной дождь). Nejdelší písní alba trvající 10 minut a 4 sekundy je Kosovo pole (Косово поле). Poprvé jako skladatelé hudby pro album skupiny Kipělov, byli Alexandr Manjakin a Alexandr Kipělov. Vjačeslav Molčanov vystoupil poprvé jako hlavní zpěvák ve skladbě Ťomnaja Bašnja (Тёмная Башня).
V Listopadu 2019 začala skupina natáčet videoklip k písni Žažda něvozmožnogo (Жажда невозможного) z posledního alba. Natáčení probíhalo v gotickém sídle Kelcha v Petrohradě. Režisérem klipu byl Oleg Gusev a kameramanem Sergej Dubrovskij. Představení videoklipu proběhlo na YouTube kanálu skupiny 1. února 2019.

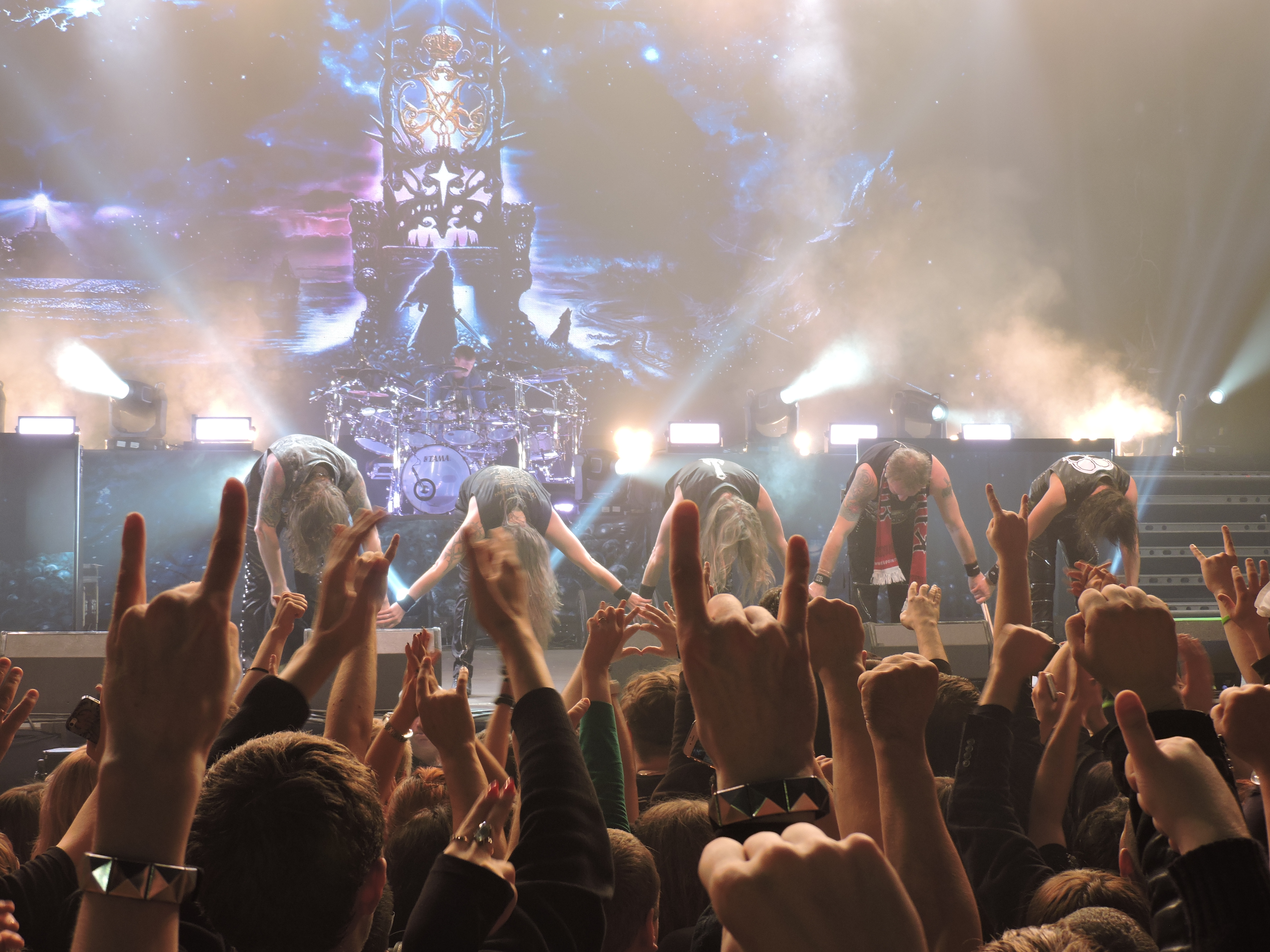
Skupina Kipělov na konci každého koncertu se vždy ukloní publiku.

Na podzim roku 2019 zahájila skupina velké turné se Symfonickým orchestrem. Věhlasný ruský skladatel Kirill Umanskij napsal 20 partitur na hudební skladby kolektivu. Turné se konalo v největších městech Ruské federace včetně Moskvy, kde skupina uspořádala dva koncerty ve dnech 7. prosince 2019 a 13. března 2020. Moskevské koncerty byly uspořádané v Krokus Siti choll (Крoкус Сити хoлл), kde při druhém vystoupení, byl nahrán záznam a později vydán na DVD pod hlavičkou nakladatelství Moroz Records a vydané 25. září 2020. Před vydáním DVD byl koncert promítán v řetězci Kin Kinomax (Киномакс). Podle vyjádření tiskové služby Kinomax byl koncert snímán 21 videokamery a mix zvuku byl ve stereu, tak i ve vícekanálovém záznamu. 28. září byl na internetu uveřejněn zvukový a videozáznam koncertu.
Z důvodu neplánované operace kolene Alexandra Manjakina, usedl za bicí od podzimu 2020 do léta 2021 Alexandr Karpuchin, který dříve účinkoval ve skupinách Mastěr (Мастер) a Mavrin (Маврин).

### Mini album (EP). Časy sudnogo dnja «Часы судного дня»
Bylo vydáno 8. října 2021 a obsahuje 4 písně. Píseň Ogněnnaja duga (Огненная дуга) již měla svoji premiéru na jarním turné skupiny.

## Sestava skupiny

### Současné složení
| Jméno                                  | Rok    | Nástroje, činnost                                        |
| -------------------------------------- | ------ | -------------------------------------------------------- |
| Valerij Kipělov (Валерий Кипелов)      | c 2002 | Zpěv                                                     |
| Alexej Charkov (Алексей Харьков)       | с 2002 | Basová kytara                                            |
| Alexandr Manjakin (Александр Манякин)  | с 2002 | Bicí                                                     |
| Andrej Golovanov (Андрей Голованов)    | с 2003 | sólová, rytmická kytara, akustická kytara                |
| Vjačeslav Molčanov (Вячеслав Молчанов) | с 2006 | sólová, rytmická kytara, akustická kytara, vedlejší zpěv |

### Dřívější členové
| Jméno                                    | Rok       | Nástroje, činnost                         |
| ---------------------------------------- | --------- | ----------------------------------------- |
| Jevgenij Šidlovskij (Евгений Шидловский) | 2002—2003 | koncertní technik, klávesy, vedlejší zpěv |
| Sergej Těrenťjev (Сергей Терентьев)      | 2002—2003 | sólová, rytmická kytara                   |
| Sergej Mavrin (Сергей Маврин)            | 2002—2004 | sólová, rytmická kytara                   |

### Hostující účastníci
| Jméno                                   | Rok       | Nástroje, činnost       |
| --------------------------------------- | --------- | ----------------------- |
| Viktor Smolskij (Виктор Смольский)      | 2004—2006 | sólová, rytmická kytara |
| Alexandr Karpuchin (Александр Карпухин) | 2020—2021 | Bicí                    |

.

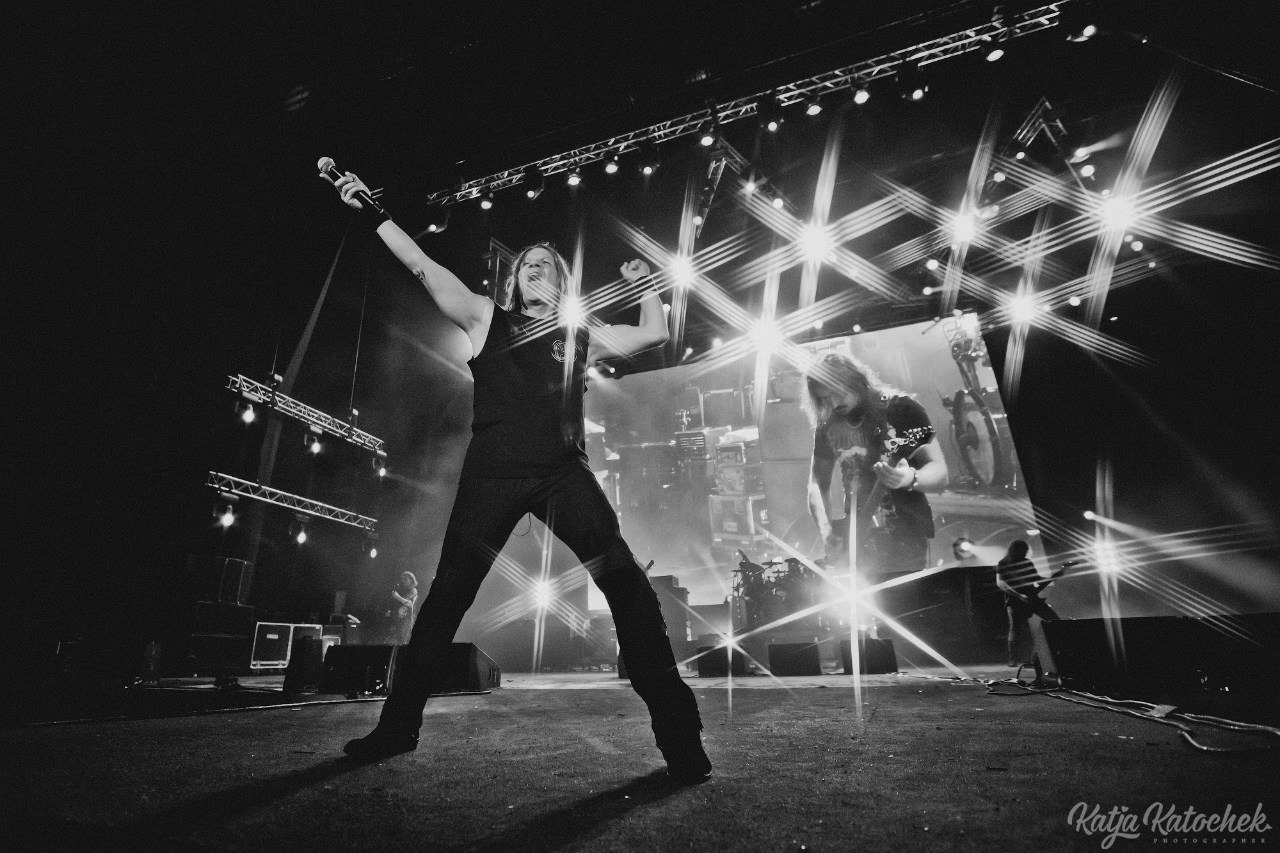
Valerij Kipělov
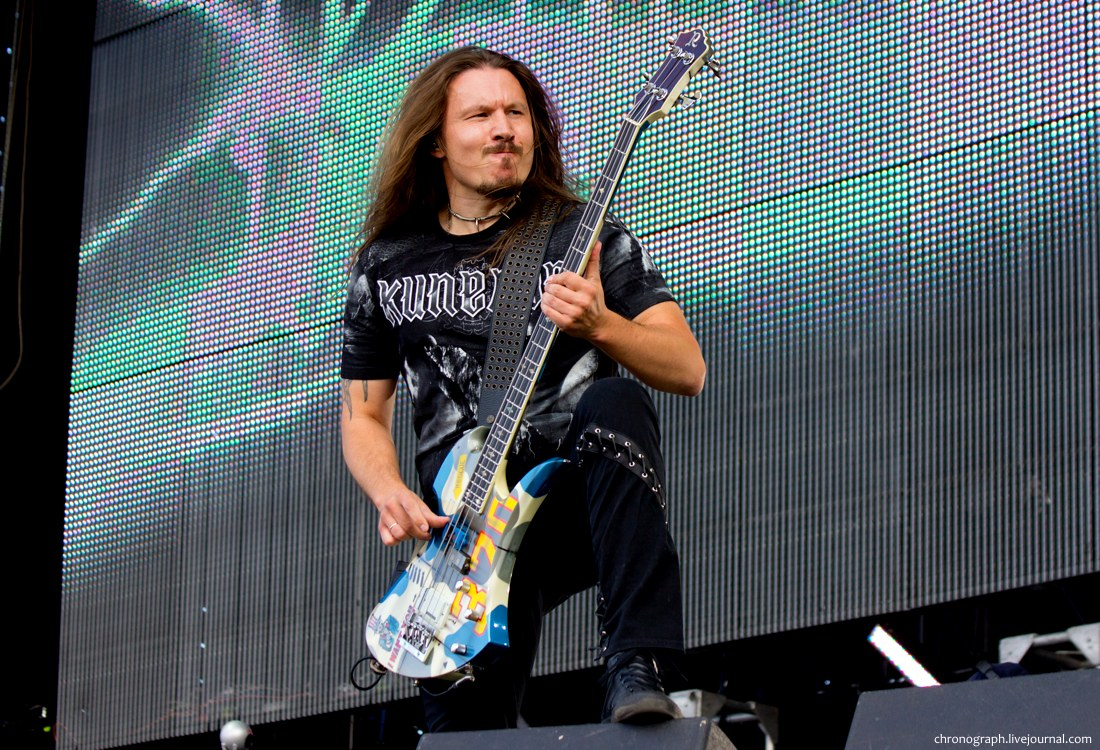
Alexej Charkov
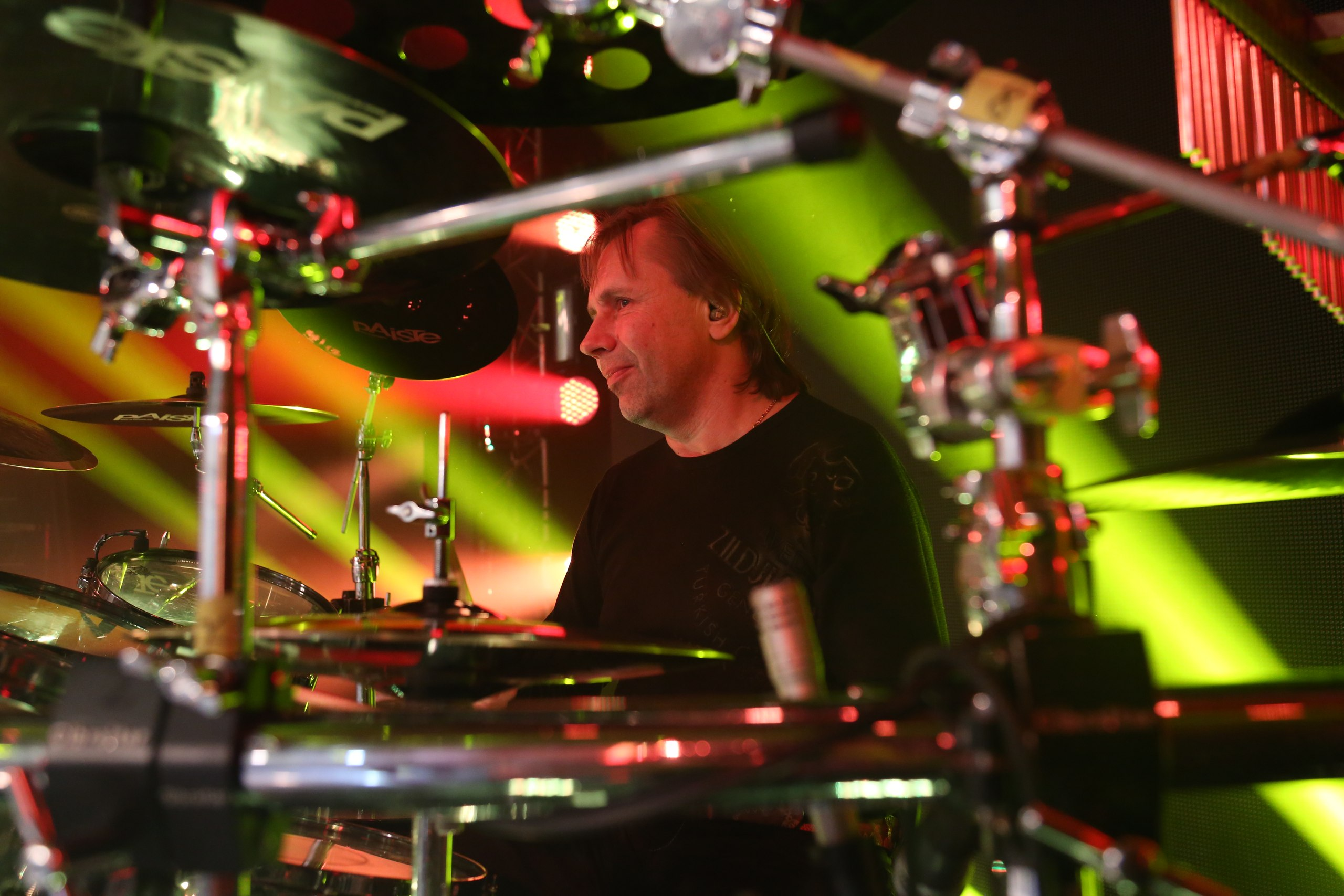
Alekxandr Manjakin
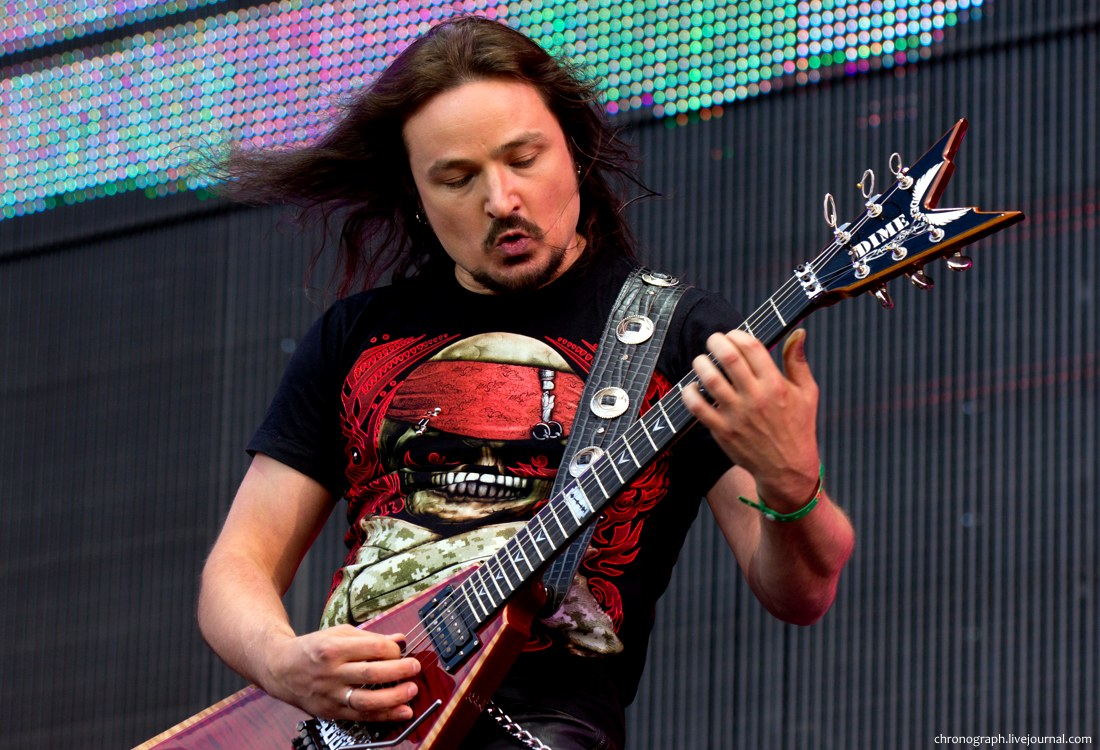
Andrej Golovanov
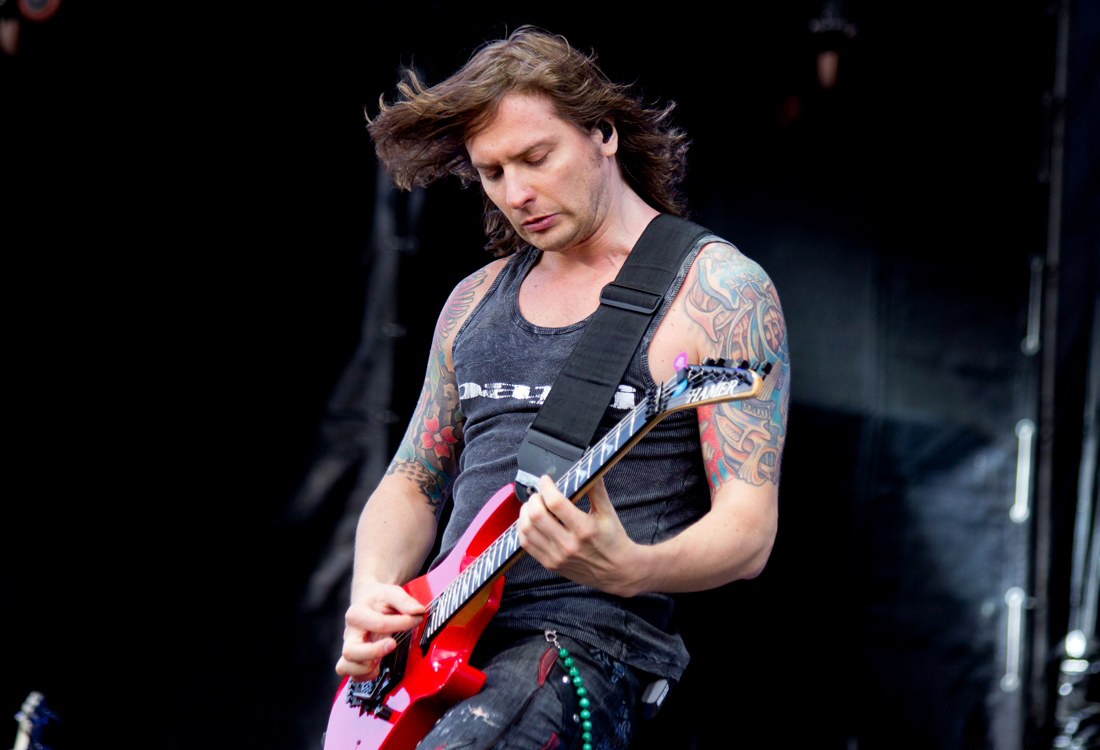
Vjačeslav Molčanov

## Diskografie

### Studiová alba
| Rok vydání | Název alba                         | Překlad názvu  | Odkaz |
| ---------- | ---------------------------------- | -------------- | ----- |
| 2005       | Reki vremjon (Реки времён)         | Řeky časů      | odkaz |
| 2011       | Žiť vopreki (Жить вопреки)         | Žít navzdory   | odkaz |
| 2017       | Zvjozdy i kresty (Звёзды и кресты) | Hvězdy a kříže | odkaz |

### Koncertní alba
| Rok vydání | Název alba                                                                                          | Překlad názvu                               | Odkaz |
| ---------- | --------------------------------------------------------------------------------------------------- | ------------------------------------------- | ----- |
| 2003       | Puť naverch (Путь наверх)                                                                           | Cesta nahoru                                | odkaz |
| 2006       | Moskva 2005 (Москва 2005)                                                                           | Moskva 2005                                 |       |
| 2008       | V let (V лет)                                                                                       | 5 let                                       |       |
| 2013       | X let. Krokus Siti Choll (X лет. Крокус Сити Холл)                                                  |                                             | odkaz |
| 2018       | 55                                                                                                  |                                             |       |
| 2020       | Kipělov (feat. Koncert se Simfoničeskim orkestrom) Кипелoв (feat.Концерт с Симфоническим оркестром) | Kipělov (Koncert se Symfonickým orchestrem) | odkaz |

### Mini alba (EP)
| rok vydání | Název alba                           | Překlad názvu       | Odkaz |
| ---------- | ------------------------------------ | ------------------- | ----- |
| 2021       | Časy Sudnogo Dnja (Часы Судного дня) | Hodiny soudného dne | odkaz |

### Samostatné písně-maxi vydání
| Rok  | název písně                  | Překlad písně | Odkaz |
| ---- | ---------------------------- | ------------- | ----- |
| 2004 | Vavilon (Вавилон)            |               | odkaz |
| 2009 | Na grani (На грани)          | Na stěně      | odkaz |
| 2013 | Otraženije (Отражение)       | Odlesk        | odkaz |
| 2015 | Něpokorjonnyj (Непокорённый) | Nepokoření    | odkaz |

## Videografie

### Videoklipy
| Rok vydání | Název videoklipu                        | Překlad názvu            | Odkaz |
| ---------- | --------------------------------------- | ------------------------ | ----- |
| 2003       | Ja svoboděn! (Я свободен!)              | Já svobodný!             | odkaz |
| 2004       | Vavilon (Вавилон)                       |                          | odkaz |
| 2005       | Ja zděs (Я здесь)                       | Já zde                   | odkaz |
| 2007       | Ně sejčas (Не сейчас)                   | Ne hned                  | odkaz |
| 2016       | Něpokorjonnyj (Непокорённый)            | Nepokoření               | odkaz |
| 2018       | Vyše (Выше)                             | Výš                      | odkaz |
| 2019       | Žažda něvozmožnogo (Жажда невозможного) | Touha neuskutečnitelného | odkaz |

### V televizi
- 18. ledna 2003 – Na ruské televizní stanici (již zaniklé) TVS «TBC», v pořadu Zemlja-vozduch «Земля-воздух».[8]
- 8. února 2003 – Na ruské televizní stanici (již zaniklé) TVS «TBC» v pořadu festival Čartova djužina (hitparáda radiostanice NAŠE rádio) «Чартова Дюжина» s písní Ja svoboděn «Я свободен!».[9]
- 29. února 2004 – na televizní stanici MTV Rossija «MTV Россия» v pořadu festival Čartova djužina (hitparáda radiostanice NAŠE rádio) «Чартова Дюжина» s písněmi Vavilon «Вавилон» Ja svoboděn «Я свободен!».[10]
- 4. června na televizní stanici Muz-Tv «Муз-ТВ», Premija Muz-TV 2004 «Премия Муз-ТВ 2004» s písní Ja svoboděn «Я свободен!».[11][12]
- 7. srpna 2004 na festivalu Našestvije «Нашествие» (pořád každoročně stanicí NAŠE rádio) , vlastní vystoupení skupiny.[13]
- 9. února 2005 na ruské televizní stanici STS «СТС»[14] v zábaném diskuzním pořadu Dětali «Детали» s Valerijem Kipělovem.[15]
- 25. srpna 2006 na ruské televizní stanici TNT «ТНТ»[16] festival Našestvije «Нашествие» písně Ně sejčas «Не сейчас»;Ja zděs «Я здесь»; Reki vremjon «Реки времён» (části).
- 7. března 2008 na ruské televizní stanici REN TV «РЕН ТВ» festival Našestvije «Нашествие» píseň Ja svoboděn «Я свободен!».
- 30. dubna 2016 na ruské televizní stanici První kanál v zábavném diskusním pořadu Segodnja večerom «Сегодня вечером» díl Golos. Děti «Голос. Дети».[17]
- 17. července 2016 na ruské televizní stanici REN TV «РЕН ТВ»[18] festival Našestvije «Нашествие» píseň Ja svoboděn! «Я свободен!» ( hostující Danil Plužnikov).[19]
- 7. května 2017 na ruské televizní stanici REN TV «РЕН ТВ» v pořadu Sol «Соль» o skupině Kipělov.[20]
- 16. července 2017 na ruské televizní stanici REN TV «РЕН ТВ» festival Našestvije «Нашествие» vlastní koncert skupiny Kipělov.
- 20. ledna 2018 na ruské televizní stanici První kanál v zábavném diskusním pořádu Segodnja večerom «Сегодня вечером» díl VIA epochi SSSR «ВИА эпохи СССР».[21]
- 30. října 2018 na ruské zpravodajské stanici Moskva 24 v pořadu Speciální reportáž (Specialnyj reportaž) «Специальный репортаж» díl Rock živí (Rok živi) «Рок живи».[22]
- 18. listopadu 2018 na ruské televizní stanici REN TV «РЕН ТВ» ohlášení koncertů v Moskvě a Petrohradě na počest 60. narozenin Valerije Kipělova a jeho krátkým rozhovorem.
- 9. prosince 2018 na ruské televizní stanici REN TV «РЕН ТВ» pořád o výročním koncertu v Moskvě, který se konal v klubu Stadium Live 1. prosince 2018.
- 14. září 2019 na ruské zpravodajské stanici OTR «OTP» v pořadu Zvuk «Звук» jehož hostem byl Valerij Kipělov.[23]
- 24. dubna 2020 na ruské telvizní stanici NTV «HTB» v hudebním televizním pořadu Kvartirnik u Margulisa «Квартирник у Маргулиса».[24]
- 16. října 2021 v regionální televizi KerchNet, reportáž o koncertě skupiny Kipělov v Kerči.[25]
- 5. listopadu 2021 na ruské televizní stanici První kanál v zábavném diskuzním pořádu Večernij Urgant «Вечерний Ургант» díl 1553.[26]

## Nominace a ocenění
| Rok  | Cena                                        | Kategorie                                                                                  | Výsledek  |
| ---- | ------------------------------------------- | ------------------------------------------------------------------------------------------ | --------- |
| 2003 | PoboRoll «ПобоRoll»                         | Skupina roku (Группа года).                                                                | vítězství |
| 2003 | Čartova Djužina-2003 «Чартова дюжина-2003»  | Nejlepší píseň (Лучшая песня) — (Já svoboden «Я свободен»)                                 | nominace  |
| 2004 | «MTV Russia Music Awards»                   | Nejlepší rockový projekt (Лучший рок-проект).                                              | vítězství |
| 2004 | «MTV Russia Music Awards 2004»              | Nejlepší zpěvák (Лучший певец)                                                             | nominace  |
| 2005 | Čartova Djužina-2005 «Чартова дюжина-2005»  | Nejlepší píseň (Лучшая песня) — (Ně sejčas «Не сейчас»)                                    | nominace  |
| 2006 | Čartova Djužina-2006 «Чартова дюжина-2006»  | Nejlepší píseň (Лучшая песня) — (Reki vremjon «Реки времён»)                               | nominace  |
| 2007 | Speciální cena: Rekord-2007«Рекордъ-2007»   | Za nejlepší živí koncert roku 2007 (Jubilejní koncert 18. října 2007 v Lužnikách).         | vítězství |
| 2008 | Čartova Djužina-2008 «Чартова дюжина-2008»  | Koncert roku — (Jubilejní koncert v Lužnikách 18.10.2007)                                  | nominace  |
| 2008 | Čartova Djužina-2008 «Чартова дюжина-2008»  | Sólista roku (Солист года)                                                                 | nominace  |
| 2008 | Čartova Djužina-2008 «Чартова дюжина-2008»  | Nejlepší píseň desetiletí 1998—2008 — (Ja svoboden «Я свободен»)                           | nominace  |
| 2009 | Čartova Djužina-2009 «Чартова дюжина-2009»  | Nejlepší píseň (Лучшая песня) — Na grani (На грани)                                        | nominace  |
| 2010 | Russkij top-2010 «Русский топ-2010»         | Nejlepší zpěvák «Лучший певец».                                                            | nominace  |
| 2011 | Čartova Djužina-2011 «Чартова дюжина-2011»  | Nejlepší píseň «Лучшая песня» — (Dychanije poslednej ljubi «Дыхание последней любви»)      | nominace  |
| 2012 | Čartova Djužina-2012 «Чартова дюжина-2012»  | «Солист года».                                                                             | vítězství |
| 2012 | Russkij top-2011«Русский топ-2011»          | Nejlepší zpěvák«Лучший певец».                                                             | vítězství |
| 2012 | Russkij top-2011«Русский топ-2011»          | Nejlepší album «Лучший альбом» (Žiť vopreki «Жить вопреки»)                                | vítězství |
| 2012 | Russkij top-2011«Русский топ-2011»          | Nejlepší rocková skupina «Лучшая рок-группа»                                               | nominace  |
| 2013 | Russkij top-2012 «Русский топ-2012»         | Nejlepší rocková skupina «Лучшая рок-группа».                                              | vítězství |
| 2013 | Russkij top-2012 «Русский топ-2012»         | Nejlepší zpěvák «Лучший певец»                                                             | vítězství |
| 2013 | Čartova Djužina-2013 «Чартова дюжина-2013»  | Koncert roku «Концерт года» — (Koncer konaný 1. prosince 2012 v Crocus City Hall).         | vítězství |
| 2013 | Čartova Djužina-2013 «Чартова дюжина-2013»  | Solista roku «Солист года»                                                                 | nominace  |
| 2014 | Russkij top-2013 «Русский топ-2013»         | Nejlepší rocková skupina «Лучшая рок-группа».                                              | vítězství |
| 2014 | Russkij top-2013 «Русский топ-2013»         | Nejlepší album «Лучший альбом» — (Píseň Otraženije «Отражение»)                            | vítězství |
| 2014 | Russkij top-2013 «Русский топ-2013»         | Nejlepší zpěvák «Лучший певец»                                                             | nominace  |
| 2015 | Russkij top-2014 «Русский топ-2014»         | Nejlepší rocková skupina «Лучшая рок-группа».                                              | nominace  |
| 2015 | Russkij top-2014 «Русский топ-2014»         | Nejlepší pěvec «Лучший певец»                                                              | nominace  |
| 2016 | Zolotoj věnec pobědy «Золотой венец Победы» | Za vytvoření videoklipu Něpokorennyj «Нeпокоренный», který je věnován obráncům Leningradu. | vítězství |

## Hodnocení
V roce 2014 byl sestaven žebříček s názvem 500 nejlepších písní „Našego rádia“ 500 лучших песен „Нашего радио“ na základě výběru posluchačů jmenované stanice a skupina Kipělov v něm byla zastoupena 7 písněmi: Ja svoboděn! «Я свободен!» (4. místo), Ja zděs «Я здесь» (97. místo), Vavilon «Вавилон» (116. místo), Dychaně posledněj ljubvi «Дыханье последней любви» (163. místo), Reki vremjon «Реки времён» (170. místo), Ně sejčas «Не сейчас» (221. místo), Na grani «На грани» (242. místo).